# Deutsche Blumen

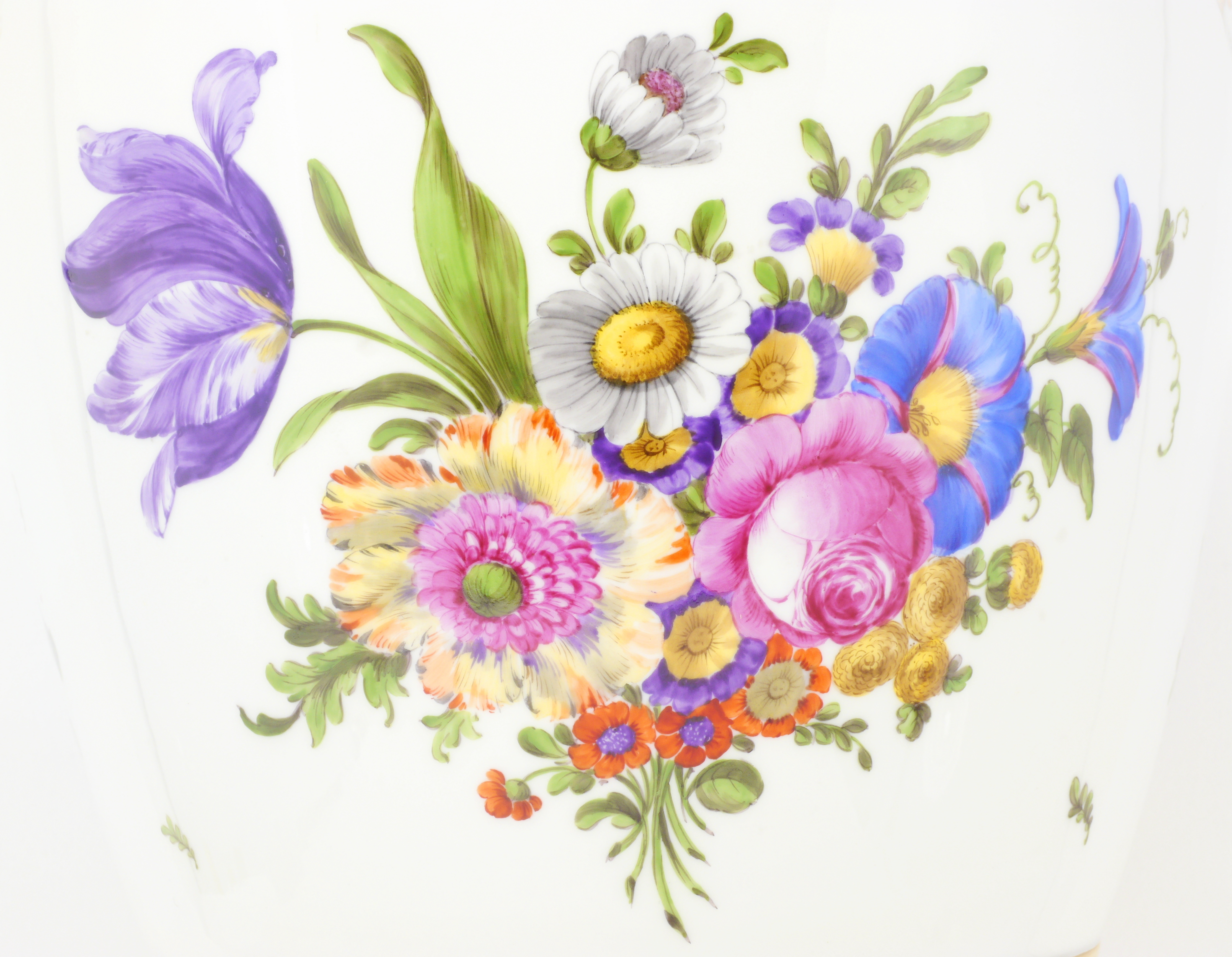
Deutsche Blumen auf einer Vase der KPM Berlin

Als Deutsche Blumen bezeichnet man eine Blumendarstellung auf Keramik, die noch naturgetreuer wirkt als Holzschnittblumen. Wie diese wurden auch Deutsche Blumen nach botanischen Vorlagenwerken gemalt, dabei jedoch in freier und natürlicher wirkender Weise komponiert, weil sie leichter an die Geschirrform anzupassen waren. Diese Darstellungsweise war etwa ab den 1740er Jahren bis in die 1770er Jahre beliebt und wurde beispielsweise als Dekor beim Meißener Porzellan verwendet. Sie wird auch als „nach Berliner Art“ oder als „Alte Blumenmalerei“ bezeichnet.